# Jonzier-Épagny
Jonzier-Épagny är en kommun i departementet Haute-Savoie i regionen Auvergne-Rhône-Alpes i sydöstra Frankrike. Kommunen ligger i kantonen Saint-Julien-en-Genevois som tillhör arrondissementet Saint-Julien-en-Genevois. År 2022 hade Jonzier-Épagny 889 invånare.

## Befolkningsutveckling
Antalet invånare i kommunen Jonzier-Épagny
| Referens: INSEE |